# جان کلین
جان کلین (به انگلیسی: John Kline) (زاده ۶ سپتامبر ۱۹۴۷) نمایندهٔ حوزه انتخابیه دوم مینه‌سوتا از حزب جمهوری‌خواه ایالات متحده آمریکا در مجلس نمایندگان ایالات متحده آمریکا است که برای نخستین‌بار در ۱۹ ژانویه ۲۰۰۳ میلادی به‌عضویت این مجلس درآمد.